# أحمد مجدي همام
أحمد مجدي همام هو روائي وقاص وصحفي مصري، ولد بدولة الإمارات في 9 أبريل 1983. انتقل للإقامة في القاهرة عام 2000، يعمل بالصحافة الثقافية من 2010. وله أعمال منشورة في دوريات ومطبوعات ومواقع إلكترونية مصرية وعربية، منها (الأهرام  وأخبار اليوم والبوابة والدستور وأخبار الأدب والحياة اللندنية والأخبار اللبنانية والقدس العربي اللندنية. وعمل مديرا لتحرير لمجلة «عالم الكتاب»، الصادرة عن وزارة الثقافة المصرية متمثلة في الهيئة المصرية العامة للكتاب، وله العديد من الأعمال الروائية والقصصية، وحصد العديد من الجوائز والتكريمات، كما شارك في العديد من المؤتمرات والفعاليات الثقافية والفنية في مصر وخارجها.

## أعماله
- قاهريّ[8] (رواية) صدرت في 2008 عن دار «نفر» للنشر بالقاهرة.
- أوجاع ابن آوى[9] (رواية) صدرت في 2011 عن دار «ميريت» للنشر في القاهرة.
- الجنتلمان يفضل القضايا الخاسرة[10] (قصص) صدرت في 2014 عن دار «روافد» للنشر بالقاهرة.
- مصنع الحكايات[11] (25 حواراً) صدر في 2016 عن دار «مِداد» بدبي.
- عيّاش [12] (رواية) صدرت في 2017عن دار الساقي في بيروت.
- الوصفة رقم 7 [13] (رواية) صدر منها طبعتان في 2017 و2018 عن «الدار المصرية اللبنانية» بالقاهرة.
- تقارير إلى سارة[14] (يوميات) صادرة في 2019 عن دار «أثر» في الدمام.
- موت منظّم[15] (رواية) صادرة في 2021 عن دار «هاشيت أنطوان» في بيروت.

## جوائز ومنح
- حصل على المنحة الإنتاجية من مؤسسة المورد الثقافي[16] 2013.
- حصل على منحة الصندوق العربي للثقافة والفنون[17] آفاق 2015.
- فاز بجائزة «ساويرس» الثقافية[18]، المركز الأول، في القصة القصيرة، فرع الأدباء الشبان.
- وصل للقائمة القصيرة من جائزة «الأصفري» المقدمة من الجامعة الأمريكية في بيروت 2019.[19]

وصل للقائمة القصيرة بجائزة إدوار الخراط - الدورة الأولى - بمجموعته القصصية "خدعة هيمنجواي"
1. ↑  "أحمد-مجدي-همام". بوابة الأهرام. مؤرشف من الأصل في 2019-07-06. اطلع عليه بتاريخ 2019-07-06.
2. ↑  Musa، Developed By Heba (الثلاثاء، 17 يوليه 2018 - 11:04 م). "صاحب الرواية المستوحاة من أغنية «كابوريا»: شخصياتي المخيفة خرجت عن السيطرة". بوابة اخبار اليوم. مؤرشف من الأصل في 2019-12-08. اطلع عليه بتاريخ 2019-07-06. {{استشهاد ويب}}: تحقق من التاريخ في: |تاريخ= (مساعدة)
3. ↑  "البوابة نيوز | نتائج البحث (أحمد مجدي همام)". www.albawabhnews.com. مؤرشف من الأصل في 2019-12-08. اطلع عليه بتاريخ 2019-07-06.
4. ↑  "جريدة الدستور | أحمد مجدى همام". www.dostor.org. مؤرشف من الأصل في 2019-12-08. اطلع عليه بتاريخ 2019-07-06.
5. ↑  وصفي، القاهرة-سارة (24 أغسطس 2015). "أحمد مجدي همام: نشأتي حجّمت دور المرأة في كتابتي". Hayat. مؤرشف من الأصل في 2019-07-06. اطلع عليه بتاريخ 2019-07-06.
6. ↑  "أحمد مجدي همّام: «عيّاش» ناقلاً حال المجتمع المصري". الأخبار. مؤرشف من الأصل في 2018-07-24. اطلع عليه بتاريخ 2019-07-06.
7. ↑  "3 قصص قصيرة جدا | أحمد مجدي همام". القدس العربي (بالإنجليزية). 31 Jul 2018. Archived from the original on 2020-02-02. Retrieved 2019-07-06.
8. ↑  "أحمد مجدى همام: أعمل على رواية تتناول مجتمع الأرمن المصريين". بوابة روز اليوسف. مؤرشف من الأصل في 2019-12-08. اطلع عليه بتاريخ 2019-07-06.
9. ↑  نسر، علي (13 أكتوبر 2011). "رواية "أوجاع ابن آوى" للمصري أحمد مجدي همام الرجل ذو العاهة يختصر حكاية شعب ". Hayat. مؤرشف من الأصل في 2019-07-06. اطلع عليه بتاريخ 2019-07-06.
10. ↑  "«الجنتلمان يفضّل القضايا الخاسرة»". Laha Magazine. 5 نوفمبر 2015. مؤرشف من الأصل في 2020-03-02. اطلع عليه بتاريخ 2019-07-06.
11. ↑  "'مصنع الحكايات' كتاب جديد للناقد أحمد مجدي همام". البوابة نيوز. مؤرشف من الأصل في 2016-10-06. اطلع عليه بتاريخ 2019-07-06.
12. ↑  ""عياش" رواية جديدة عن "دار الساقى" لـ"أحمد مجدى همام"". اليوم السابع. 7 سبتمبر 2016. مؤرشف من الأصل في 2019-12-16. اطلع عليه بتاريخ 2019-07-06.
13. ↑  "الوصفة رقم 7 .. مغامرة عجائبية في أرض اللابوريا". المنصة. مؤرشف من الأصل في 2019-07-06. اطلع عليه بتاريخ 2019-07-06.
14. ↑  "تقارير إلى سارة.. يوميات أحمد مجدى همام عن الحب والموت". اليوم السابع. 24 يونيو 2019. مؤرشف من الأصل في 2019-06-28. اطلع عليه بتاريخ 2019-07-06.
15. ↑  "موت منظم .. رواية جديدة للكاتب أحمد مجدي همام". بوابة الأهرام. مؤرشف من الأصل في 2021-04-15. اطلع عليه بتاريخ 2021-04-20.
16. ↑  القاهرة – «الحياة» (22 يناير 2014). "«المورد الثقافي» يوزّع منحه الإنتاجية". Hayat. مؤرشف من الأصل في 2019-07-06. اطلع عليه بتاريخ 2019-07-06.
17. ↑  "انفراد.. أحمد مجدي همام وأريج جمال يفوزان بمنحة آفاق". البوابة نيوز. مؤرشف من الأصل في 2016-06-25. اطلع عليه بتاريخ 2019-07-06.
18. ↑  "أحمد مجدي همام يفوز بالمركز الأول في القصة القصيرة بـ'ساويرس'". البوابة نيوز. مؤرشف من الأصل في 2017-01-10. اطلع عليه بتاريخ 2019-07-06.
19. ↑  "أحمد مجدي همام في القائمة القصيرة لجائزة الأصفري". البوابة نيوز. مؤرشف من الأصل في 2019-04-18. اطلع عليه بتاريخ 2019-07-06.